# Pubilla Casas
Pubilla Casas (en catalán y oficialmente Pubilla Cases) es un barrio de Hospitalet de Llobregat, en el área metropolitana de Barcelona. Está clasificado territorialmente dentro del Distrito V, junto con Can Serra. Limita con las ciudades de Barcelona, Esplugas de Llobregat y con los barrios de Collblanc, La Florida, Les Planes y Can Serra.
El barrio cuenta con uno de los edificios más emblemáticos del municipio, una casa señorial que perteneció a Josefa Casas Clavé (la pubilla Casas), construida el año 1771. Esta finca fue donada a la iglesia. Hoy es un centro de educación primaria y secundaria concertado y privado todavía propiedad de la iglesia.
Los principales núcleos de actividades son las avenidas de Severo Ochoa y Tomás Giménez.
Pubilla Casas también consta con un gran equipamiento deportivo, el Complejo Deportivo L'Hospitalet Nord, y con uno de los principales centros sanitarios de la ciudad, el Hospital General de L'Hospitalet (antaño conocido como Hospital de la Cruz Roja). En 2002 se inauguró el Centro Cultural La Bóbila, ubicado en la plaza de la Bóbila, que aloja una moderna biblioteca (con un amplio fondo de novela negra), aulas de estudio, sala de conferencias y sala de exposiciones.

## Transporte público
Pubilla Casas cuenta con diferentes transportes públicos; metro, tranvía y autobuses, que comunican el barrio con el resto de Hospitalet y otras ciudades del área metropolitana de Barcelona:
- Metro: Estación de Pubilla Cases, de la Línea 5 del Metro de Barcelona.
- Tranvía: Estación de Can Rigal, perteneciente al Trambaix.
- Líneas de Autobús.